# سيدي بوزيد (تونس)
سيدي بوزيد مدينة تونسية تقع في وسط الجمهورية التونسية، وهي مركز ولاية سيدي بوزيد و يبلغ عدد سكانها 454،054 نسمة سنة 2014.

## عرض
تقع ولاية سيدي بوزيد بإقليم الوسط الغربي للبلاد التونسية المتواجد بمنطقة السباسب التي تتميز بمناخ شبه جاف حيث يتراوح المعدل السنوي لنزول الأمطار بين 200 و 300 ملمتر. وقع أحداثها سنة 1973 وانفصالها من ولاية قفصة بأربعة معتمديات وهي الرقاب. المكناسي. بن عون. سيدي بوزيد (قمودة) مع جلمة التي كانت لولاية القصرين والمزونة لولاية صفاقس. وأولاد حفوز للقيروان وتم إحداث بلدية لها يوم 04 نوفمبر 1958.

## الموارد البشرية
مجموع السكان في محافظة سيدي بوزيد هو 912 429 نسمة (تعداد السكان 2014)، وهو يغلب عليه الطابع الريفي (75.6٪)، وهو ما يفسر تركيز من السكان النشطين في قطاع الزراعة (40٪).
المدينة خمسة الجمهور مراكز التدريب المهني ومراكز التدريب المهني الثمانية التي تستضيف 1891 طالب خاصة.
حاليا، محافظة سيدي بوزيد لديه مؤسسة جديدة للتعليم العالي، ويأتي من المعهد العالي للدراسات التكنولوجية بسيدي بوزيد و كلية العلوم والتقنيات بسيدي بوزيد

## بنية التحتية
ويخدم محافظة سيدي بوزيد من قبل:
ويبعد مطار قفصة 100 كلم و 125 كلم صفاقس عن سيدي بوزيد.
الميناء التجاري لصفاقس وسوسة (160 كلم)
وهناك شبكة من الطرق التي تربط المدينة إلى المحافظات المجاورة.
وتحظى محافظة منطقة صناعية على مساحة 23.5 هكتار ومقسمة إلى 81 الكثير.
وهبت على المنطقة مع الموارد المائية كبيرة (11142 الآبار الضحلة بما في ذلك 672 بئرا، و 34 من البحيرات الصغيرة)....

## الأنشطة الاقتصادية الرئيسية
خلال العقد الماضي، أصبحت منطقة سيدي بوزيد من المراكز الزراعية الرئيسية من البلاد. فهو يساهم بنحو 20٪ من إنتاج الخضروات وطنية و 13٪ من أشجار اللوز و 10٪ من إنتاج الزيتون. وهو يتميز محاصيلها المبكرة والمتأخرة.
المنطقة تشهد تنمية وتنويع متزايد الأهمية في قاعدتها الصناعية. يضم حاليا 63 شركة صناعية بما في ذلك 7 الشركات المصدرة كليا والأجنبية 10.
لا يمكن للمحافظة سيدي بوزيد الاستفادة من موقعها على الطريق السياحي من خلال الساحل والقيروان، قفصة، توزر والإمكانات الطبيعية والتاريخية (Bouhedma بارك، وقصر خليفة، زناتي ...) لتكون جزءا من شبكة العبور السياحة.

## فرص الاستثمار
الفرص الاستثمارية المتاحة للمستثمرين عدة في المجالات التالية:
مواد البناء (البلاط والطوب، وتلميع الرخام).
المنسوجات والجلود (غزل الصوف وأشغال).
المواد الغذائية (التخزين البارد، والتغليف من زيت الزيتون، وتجهيز الخضروات، وتجهيز اللوز ...).
الزراعة (زراعة النعام، والزراعة العضوية وزراعة العنب ثقافة في وقت مبكر من زراعة الجوجوبا من نبات الهليون ...)
ذات الصلة بالزراعة.

## الرياضة
ينشط في المدينة النجم الأولمبي بسيدي بوزيد.
تتعدد الأنشطة الرياضية بالولاية إلى أنشطة رياضية فردية وجماعية
الأنشطة الفردية أهمها ألعاب القوى حيث يعتبر نادي ألعاب القوى بسيدي بوزيد من أهم المنافسين على المستوى الوطني
الأنشطة الجماعية أهمها كرة القدم من خلال النجم الأولمبي بسيدي بوزيد بمركز الولاية الذي صعد في موسم 2015/2014 إلى الرابطة المحترفة الأولى لكرة القدم 
ومن أبرز النوادي في الجهة نسر جلمة البعث الرياضي بالرقاب الملعب الرياضي بالمكناسي.